# Goerdzjaani (stad)
Goerdzjaani (Georgisch: გურჯაანი) is een stad in het zuidoosten van Georgië met 7.261 inwoners (2024), gelegen in de regio Kacheti. Het is het bestuurlijk centrum van de gelijknamige gemeente. De stad is gesitueerd aan de voet van het Gomborigebergte in de Alazani-vallei op ongeveer 400 meter boven zeeniveau. Goerdzjaani ligt 80 kilometer hemelsbreed van hoofdstad Tbilisi, of 110 kilometer over de weg. De omgeving van de stad is een belangrijk Georgisch wijnbouwgebied, wat ook tot uitdrukking komt in de bijnaam van de gemeente, Wijnmakerij Gemeente.

## Geschiedenis

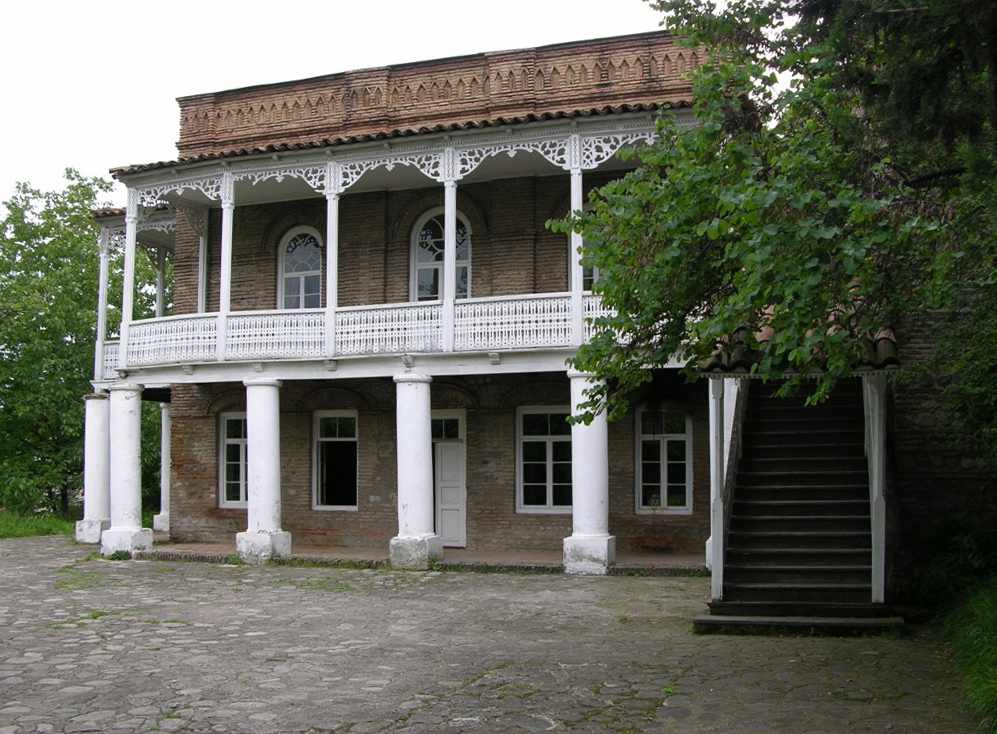
Residentie van de Vatsjnadzes (nu huismuseum Nato Vatsjnadze)

Goerdzjaani werd door de Georgische 18e-eeuwse historicus, cartograaf en geograaf Vachoesjti Bagrationi in zijn standaardwerk Beschrijving van het Koninkrijk Georgië beschreven als een districtscentrum waar de adellijke families Vatsjnadze en Andronikasjvili woonden. Volgens de Baltisch-Duitse ontdekkingsreiziger Johann Anton Güldenstädt was Goerdjzaani in de jaren 1870 verlaten.

### Kuuroord Achtala
De Andronikasjvili-familie bezat tot 1924 het in Goerdzjaani gelegen kuuroord Achtala. Het kuuroord bestond uit sanatoria en hete modderbaden met medicinale werking. Na de Georgisch-Abchazische burgeroorlog in 1992-1993 diende het kuuroord jarenlang als opvangplaats voor vluchtelingen uit Abchazië. In 2018 werd het kuuroord geprivatiseerd en herontwikkeld.

### Districts- en wijncentrum
In 1930 werd Goerdzjaani bestuurscentrum van het nieuwe gelijknamige rajon en werd de nederzetting daarna ontwikkeld tot een regionaal centrum in de productie van levensmiddelen zoals wijn, blikvoer, sterke drank, baksteenfabricage en mechanica. In 1934 werd Goerdzjaani tot stad gepromoveerd. Anno 21e eeuw zijn verschillende private wijnmakerijen in de stad gevestigd, maar wijn wordt al vele eeuwen gemaakt in Kacheti. De fabrieksmatige productie kwam in de Sovjet-Unie op gang, en in Goerdzjaani kwamen in de jaren 1920 en 1930 onderzoeks- en testcentra voor de viticultuur.

## Demografie
Begin 2024 had Goerdzjaani 7.261 inwoners, een daling van 9,5% sinds de volkstelling van 2014. De bevolking van Goerdzjaani bestond in 2014 vrijwel geheel uit Georgiërs (97%). De belangrijkste etnische minderheden zijn Armeniërs (1,4%), Russen (0,8%) en enkele tientallen Osseten.
| Aantal                                                           | 4.923 | 4.553 | 8.086 | 10.279 | 10.954 | 12.872 | 10.029 | 8.024 | 7.563 | 7.261 |
| Verantwoording data: Bevolkingsstatistiek Georgië 1897 tot heden |       |       |       |        |        |        |        |       |       |       |

## Bezienswaardigheden

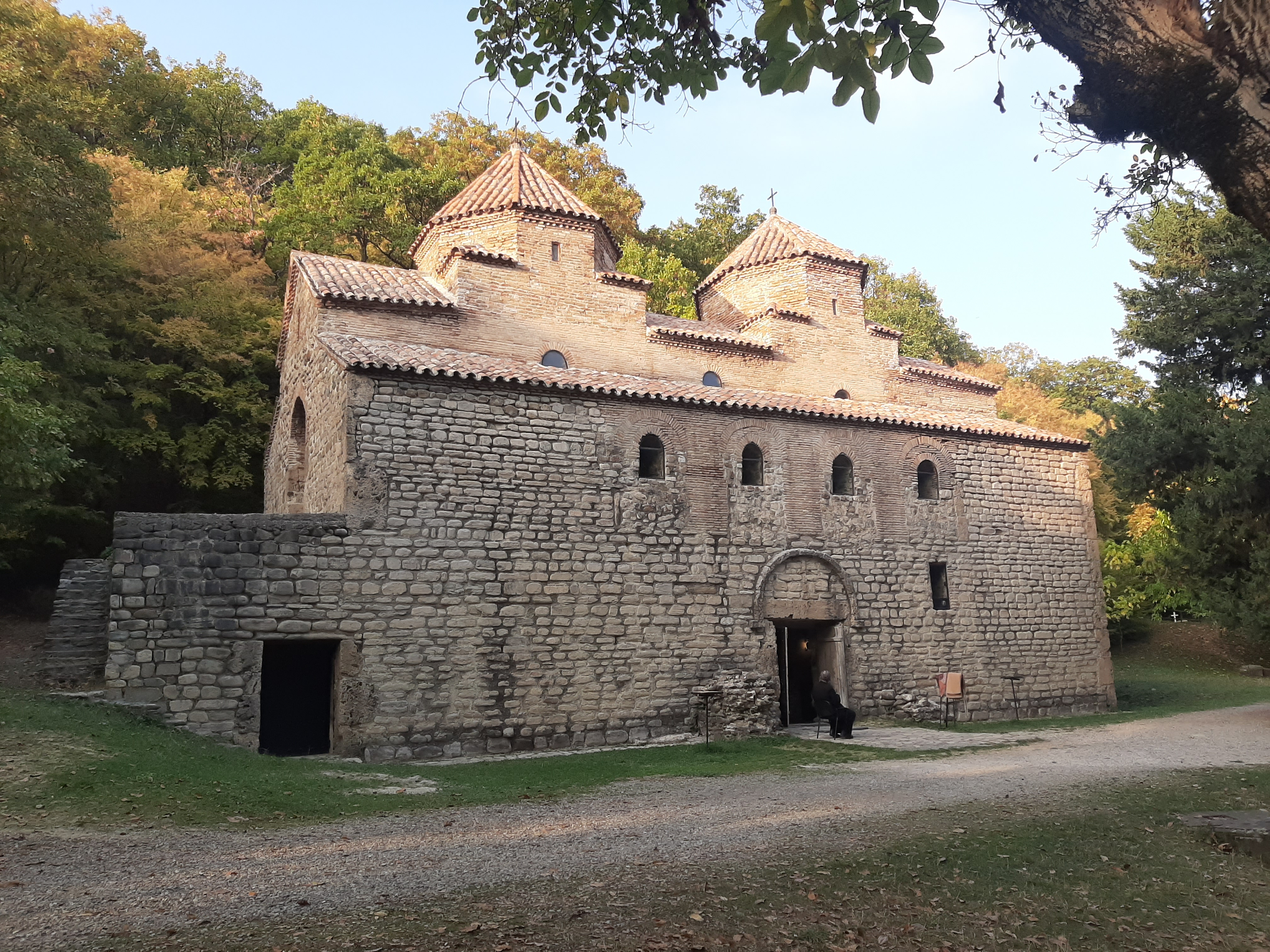
Kvelatsminda-kerk

Er zijn in de stad diverse musea en wijnproeverijen.
- Huismuseum van de gevierde Georgische en Sovjet filmactrice Nato Vatsjnadze (1904-1953) in de residentie van haar familie. Opgericht in 1981.[12]
- Huismuseum van dichter Joseb Nonesjvili (1918-1980).[13]
- Herdenkingsmuseum van de overwinning. Museumcomplex ter nagedachtenis aan de Grote Vaderlandse Oorlog met een expositieruimte, amfitheater en monumenten.[14]
- Net buiten de stad de Goerdjzaani Kvelatsminda-kerk uit de 8e of 9e eeuw. De enige kerk in Georgië met twee koepels. In de 20e en 21e eeuw zijn er restauratie werkzaamheden uitgevoerd.[15]

## Vervoer
Goerdzjaani is met de rest van het land en de regio verbonden via de nationale route Sh42 (Bakoertsiche - Goerdzjaani - Telavi - Achmeta) die in het 9 kilometer zuidelijker gelegen Bakoertische aansluit op de Kacheti Highway S5. De Sh170 verbindt Goerdzjaani met een cluster van dorpen en bedrijvigheid middenin de Alazani-vallei en met de noordzijde van de vallei.
De stad heeft sinds 1915 een spoorwegstation toen de "Kacheti spoorlijn" Tbilisi - Sagaredzjo - Goerdzjaani - Telavi geopend werd. Ook kwam er een tak van Goerdzjaani naar Tsnori. In de jaren 1990 werden de passagiersdiensten op deze lijn echter opgeschort en sindsdien rijden er sporadisch goederentreinen. Regelmatig wordt geopperd de passagiersverbinding weer tot leven te wekken.

## Stedenbanden
Goerdzjaani onderhoudt stedenbanden met:
- Kuusalu, Estland
- Pakruojis, Litouwen
- Vinnik, Oekraïne
- Piaseczno, Polen
- Považská Bystrica, Slowakije
- Laguardia, Spanje
- Gorodok, Vitsebsk, Wit-Rusland

## Geboren in Goerdzjaani
- Natela Jankosjvili (1918-2007), Georgisch kunstschilderes van het neo-expressionisme die zich weigerde te conformeren aan het sociaal realisme dat gewenst was onder de Sovjet-Unie. Een huismuseum werd in 2006 in Tbilisi geopend.[19]